# عذاب القديس أنطونيوس
عذاب القديس أنطونيوس (أو إغواء القديس أنطونيوس The Temptation of Saint Anthony ح. 1487–88)، هي إحدى اللوحات المبكرة للرسام ميكيلانجيلو، رُسمت كنسخة قريبة من النقش الشهير مارتن شونجور عندما كان أنجلو في 12-13 من عمره فقط. اللوحة محفوظة حالياً في متحف كيمبل للفن في فوروت وورث،تكساس. تستعرض اللوحة موضوع شهير من العصور الوسطى، يشمل الأسطورة الذهبية ومصادر أخرى، للقديس أنطونيوس (251-356 م) يهاجمه في الصحراء أروح شريرة، ويقاوم القديس إغراءاتها؛ إغواء القديس أنطونيوس (أو «المحاكمة») هو الاسم الأكثر شيوعاً للموضوع. لكن هذه التركيبة تظهر على ما يبدو حلقة لاحقة حيث يتجول القديس أنطونيوس في الصحراء تسانده الملائكة، ويقع في شرك نصبته له الشياطين.